# محل بهشلة (شرس)

تعديل مصدري - تعديل

محل بهشلة هي إحدى قرى عزلة شرس الاعلى بمديرية شرس التابعة لمحافظة حجة، بلغ تعداد سكانها 102 نسمة حسب تعداد اليمن لعام 2004.